# غشوراميدآباد (مقاطعة دلفان)
غشوراميدآباد (بالفارسية: گشورامیدآباد) هي قرية تقع في قسم كاكاوند الشرقي الريفي (مقاطعة دلفان) في إيران.